# Cristina Ghiță
Cristina Ghiță (ur. 16 grudnia 1982) – rumuńska florecistka, dwukrotna medalistka mistrzostw świata. 
Podczas mistrzostw świata w Nowym Jorku w 2004 roku Rumunki w składzie: Roxana Scarlat, Laura Badea, Cristina Stahl i Cristina Ghiță zdobyły srebrny medal w turnieju drużynowym. W tej samej konkurencji zdobyła także srebrny medal na mistrzostwach świata w Lipsku w 2005 roku. Była też między innymi czwarta drużynowo na mistrzostwach świata w Antalyi (2009). 
Ponadto zdobyła srebro w zawodach drużynowych na mistrzostwach Europy w Izmirze w 2006 roku.
Nigdy nie wzięła udziału w igrzyskach olimpijskich.